# Римско-партски рат (54-64)
Римско-партски рат (54—64) вођен је између Римског царства и Партског царства за контролу над Јерменијом. Завршен је неодлучним исходом.

## Рат
Јерменија је била важна тампон држава на границама оба царства. Овај рат представља први већи сукоб Партије и Рима још од времена Антонијевог похода. Узрок за избијање рата био је поход Парта на Јерменију која је била римска клијентска држава још од владавине цара Октавијана Августа. Парти су у њој 52/53. године наметнули свога принца Тиридата за краља.
Римљани су на почетку рата имали сјајне успехе под командом војсковође Гнеја Домиција Корбулона. Међутим, нису их успели искористити. Парти су се опоравили и нанели им катастрофалан пораз код Рандеје. Борбе су настављене са променљивим исходом до склапања мировног споразума који је представљао компромис. Римљани су пристали да Тиридат остане краљ Јерменије и започне владарску династију (Арсакидску), али је он претходно морао добити формалну потврду од цара Нерона. Тиме је симболично себе приказао као римског вазала.